# Nucet (Gornet), Prahova
Nucet este un sat în comuna Gornet din județul Prahova, Muntenia, România.
Așezarea este atestată documentar în 1813.
În 2011, satul avea 212 locuitori.